# (23294) Sunao
(23294) Sunao est un astéroïde de la ceinture principale.

## Description
(23294) Sunao est un astéroïde de la ceinture principale. Il fut découvert le 23 décembre 2000 à la station Anderson Mesa par le programme LONEOS. Il présente une orbite caractérisée par un demi-grand axe de 2,36 UA, une excentricité de 0,22 et une inclinaison de 4,9° par rapport à l'écliptique.

## Compléments